# 這裡曾是我的遊樂場
〈這裡曾是我的遊樂場〉（英語："This Used To Be My Playground"）是美國女歌手瑪丹娜在1992年6月發行的歌曲，它是同一年上映電影《紅粉聯盟》（英語：A League Of Their Own）的主題曲，瑪丹娜同時亦參與該片演出。〈這裡曾是我的遊樂場〉在同年8月登上告示牌單曲榜的榜首，成為瑪丹娜第10首美國冠軍單曲，並提名金球獎最佳电影原創歌曲。

## 資料

### 歌曲簡介
1992年的電影《紅粉聯盟》（英語：A League Of Their Own）是描述1943年在美國成立女子棒球聯盟的故事，根據真人真事所改編成的。為了符合電影中的年代，〈這裡曾是我的遊樂場〉在旋律優美的小提琴聲緩緩流洩下，瑪丹娜再度用她最柔情的嗓音來詮釋它，歌曲聽起來有絲絲的懷舊味道。不過為配合電影的劇情安排，〈這裡曾是我的遊樂場〉並沒有在片中出現，它被放在正片結束後開始跑字幕的地方，這首主題曲也最適合在此時出現，此時歌曲意境和電影劇情合而為一。

### 商業成績
以往瑪丹娜所演唱的電影主題曲在單曲榜上的成績都相當優異，這次也不例外，1992年6月16日發行的〈這裡曾是我的遊樂場〉，在這部票房口碑皆不錯的電影催化之下，進榜後名次持續往上攀升，終於在8月8日當週登上榜首位置，成為瑪丹娜全美第十首冠軍單曲，與惠妮·休斯頓並列成為當時美國最多冠軍單曲的女藝人，紀錄再添一筆。〈這裡曾是我的遊樂場〉在榜內一共停留了20週，美國地區銷量逾50萬張成為金唱片，不過當時這首單曲在美國地區僅發行錄音帶和7吋黑膠，而未發行單曲CD，這首歌曲的單曲CD都是在美國境外發行的。〈這裡曾是我的遊樂場〉在1992年年終單曲排名中名列第21名，而這首歌曲在英國單曲榜則獲得第3名的名次。
〈這裡曾是我的遊樂場〉雖然是瑪丹娜第十首全美冠軍單曲，但瑪丹娜從未在公開場合演唱過這首歌，截至2023年為止，在她的任何一場世界巡迴演唱會上，也都未曾將這首歌曲納入表演曲目當中。

### 單曲收錄
〈這裡曾是我的遊樂場〉雖是電影《紅粉聯盟》的主題曲，但由於這首歌曲和電影原聲帶的版權分別隸屬於華納唱片和哥倫比亞唱片（現為索尼音樂）兩家不同的公司，所以《紅粉聯盟電影原聲帶》中並未收錄此曲。〈這裡曾是我的遊樂場〉首度收錄是在1992年由華納唱片發行的《巴塞隆納奧運會特輯》（Barcelona Gold）當中，後續這首單曲也收錄在瑪丹娜1995年的《情難忘-瑪丹娜性感情歌精選輯》（英語：Something To Remember）中。